# Telekommunikationsüberwachung
Telekommunikationsüberwachung (TKÜ) bezeichnet die Informationserhebung von über eine gewisse räumliche Distanz ausgetauschten Informationen durch in der Regel staatlichen Stellen und meist ohne Wissen der Kommunikationsteilnehmer. Erfasste Übertragungsmittel sind z. B. Briefe, Telefongespräche, SMS, Faxe, E-Mails oder der Internetverkehr allgemein. Die Kommunikation kann beispielsweise erhoben werden auf dem Postweg, an Fernmeldekabeln oder bei der Funkübertragung. Kommunikationsformen können sein Sprache, Text, Morsezeichen, Bilder oder Videos. TKÜ kann der Strafverfolgung, der Gefahrenabwehr oder nachrichtendienstlichen Zwecken dienen. Regelungen zur TKÜ finden sich in nationalen Rechtsnormen wie Gesetzen und teilweise internationalen Richtlinien. Manchmal werden aufgrund technischer oder rechtlicher Beschränkungen nur die Verkehrsdaten (Metadaten) erfasst und nicht die Kommunikationsinhalte. Für die technische Realisierung in den Telekommunikationsnetzen gibt es internationale Standards.

## Geschichte
Seitdem es Fernkommunikation und Staaten gibt, konnte der Postverkehr durch die Herrscher organisierter Gemeinwesen überwacht werden. Dabei folgten die Überwachungsmöglichkeiten der technischen Entwicklung, beispielsweise dem Aufkommen von leitungsgebundenen oder -ungebundenen Fernschreib- und Fernsprechverkehren. Da in vormodernen Zeiten die organisierten Gemeinwesen in der Regel keine Rechtsstaaten waren, gab es keine Eingriffsermächtigungen als Rechtsgrundlage.

Staatliche Telekommunikationsüberwachung wurde in den 1890er ein Mittel der staatlichen Strafverfolgung.

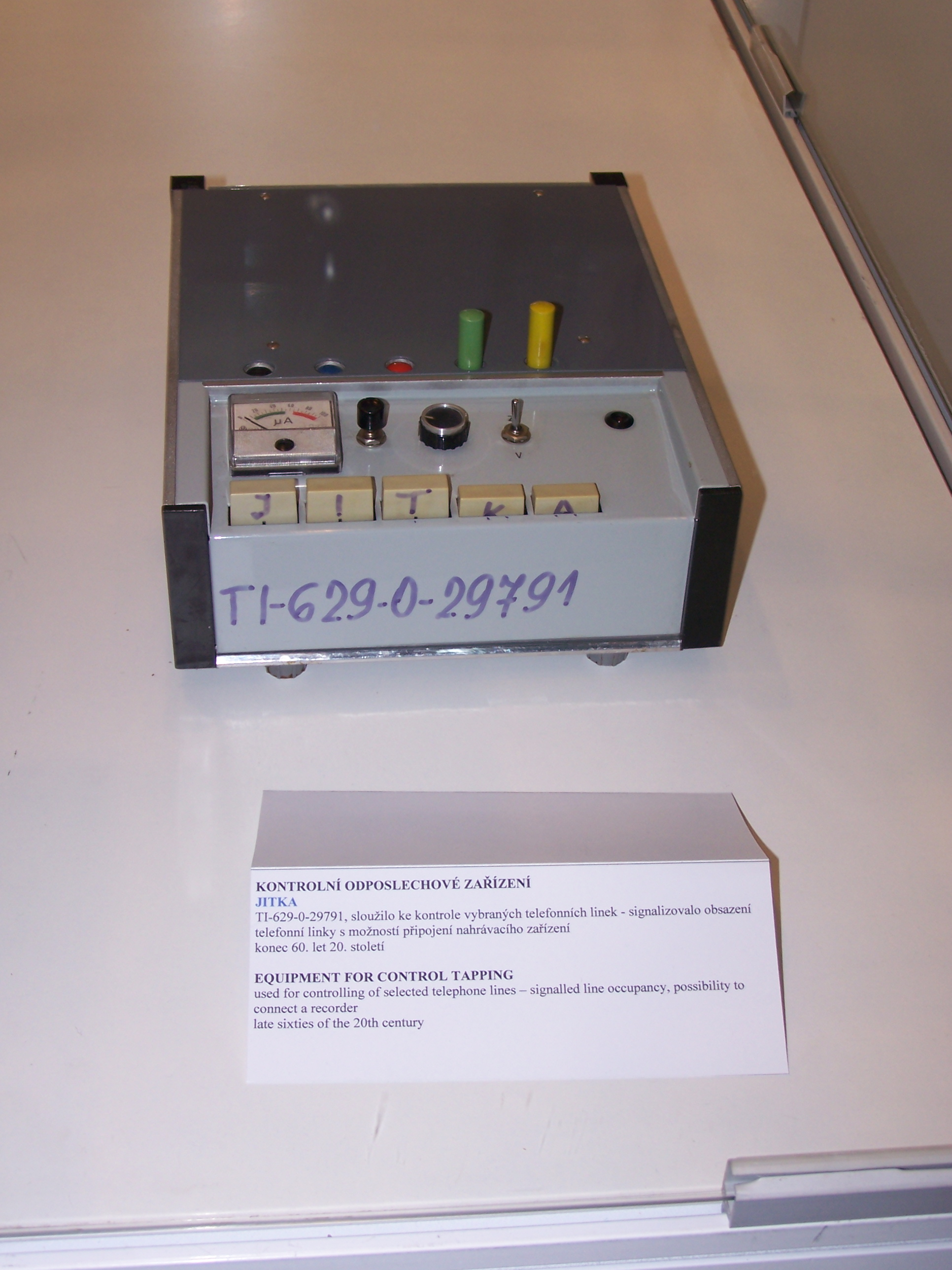
Telephonkontrolgerät „Jitka“, in den späten 1960er vom tschechoslowakischen Staatssicherheitsdienst StB in Gebrauch

Im Zweiten Weltkrieg verwendeten die Kriegsparteien Abhörgeräte zur Telefonüberwachung intensiv durch ihre Geheimdienste. Gleiches geschah durch die Geheimdienste während des Kalten Krieges; insbesondere ausländische Botschaften wurden durch Wanzen abgehört.
Konnten die Behörden früher die Kommunikation eines Verdächtigen relativ einfach auf dem Weg von Sender zu Empfänger abfangen und mithören/mitlesen, ist dies mittlerweile durch die wachsende Verbreitung von Ende-zu-Ende-verschlüsselter Kommunikation (z. B. PGP-Mail oder Messenger wie WhatsApp, Signal und Threema) nicht mehr möglich. Um verschlüsselte Kommunikation mitlesen zu können, muss man entweder an den Schlüssel selbst gelangen (was meist nicht möglich ist) oder die Daten aber noch vor der Verschlüsselung bzw. nach der Entschlüsselung, also direkt auf dem Gerät des Senders oder Empfängers, einsehen (siehe Quellen-Telekommunikationsüberwachung).
Die Globale Überwachungs- und Spionageaffäre von 2013, welche Edward Snowden aufdeckte, sowie weitere Veröffentlichungen von WikiLeaks ab 2007, bei denen der Einsatz von Abhörgeräten durch Geheimdienste dokumentiert und veröffentlicht wurden, verdeutlichten das Ausmaß der staatlichen Überwachung in der Westlichen Welt. Gleichzeitig ist die Volksrepublik China ein autoritäres System, das die technische Überwachungsmaßnahmen und darauf basierende „Sozialkredit-Systeme“ systematisch zur Kontrolle der eigenen Bevölkerung einsetzt.

## Deutschland

### Rechtliche Grundlagen
Telekommunikationsüberwachung ist die im Strafverfahrensrecht (zur Strafverfolgung) und Polizeirecht (zur Gefahrenabwehr; Präventiv-polizeiliche Telekommunikationsüberwachung) in Deutschland übliche Bezeichnung für die Überwachung von Telekommunikations-Vorgängen und -inhalten. Dazu zählen das Abhören von Telefongesprächen, die Funkzellenabfrage und die E-Mail-Überwachung sowie die Überwachung von Kurzmitteilungen (SMS) und Telefaxen. Die Telekommunikationsüberwachung ist ein Eingriff in die Grundrechte des Artikel 10 des Grundgesetzes (Brief-, Post- und Fernmeldegeheimnis), der bei gesetzeskonformer Anwendung jedoch gerechtfertigt ist.
Rechtsgrundlage für die Überwachung sind entweder die § 100a der Strafprozessordnung (StPO), der in der Praxis mit Abstand häufigste Fall, die Polizeigesetze der Länder oder des Bundes oder § 72 des Zollfahndungsdienstgesetzes. Im Bereich der Nachrichtendienste (BND, BfV, MAD, LfV) ist die Rechtsgrundlage das Artikel 10-Gesetz. G 10-Maßnahme ist daher die übliche Bezeichnung einer TKÜ bei den deutschen Nachrichtendiensten.
Eine Überwachung kann zur Aufklärung der in § 100a Abs. 2 StPO aufgezählten, sogenannten Katalogstraftaten, in einigen Bundesländern auch zum Zweck der allgemeinen Gefahrenabwehr sowie gemäß § 1 Abs. 1 Artikel 10-Gesetz zur Abwehr von Gefahren für die nationale Sicherheit angeordnet werden.
Zur Anordnung entsprechender Maßnahmen durch Polizei oder Zoll sind grundsätzlich nur Richter (bzw. seit 2008 auch „das Gericht“) befugt. Bei Gefahr im Verzug kann die Anordnung jedoch auch durch die Staatsanwaltschaft ergehen, wobei die richterliche (gerichtliche) Anordnung unverzüglich nachzuholen ist. Ergeht diese dann nicht innerhalb von drei (Werk-)Tagen, gilt die Maßnahme als nicht genehmigt und ist unverzüglich einzustellen. Anordnungsbefugt im Bereich der Nachrichtendienste sind für die Landesämter für Verfassungsschutz die jeweilig zuständigen obersten Landesbehörden und für die Nachrichtendienste des Bundes das Bundesministerium des Innern und für Heimat. Die Anordnungen für die Nachrichtendienste unterliegen nicht der richterlichen Kontrolle, sondern der Kontrolle der G 10-Kommission.
Am 24. August 2017 trat das Gesetz zur effektiveren und praxistauglicheren Ausgestaltung des Strafverfahrens in Kraft, mit dem die Quellen-Telekommunikationsüberwachung („Quellen-TKÜ“) und Online-Durchsuchung zu Zwecken der Strafverfolgung ermöglicht wurden. Bei der Quellen-TKÜ wird heimlich eine Schadsoftware auf private Computer, Laptops, Handys und Tablets installiert, um durch staatlichen Behörden die laufende Kommunikation zu überwachen. Bei der Online-Durchsuchung können mittels dieser Software zusätzlich auch sämtliche gespeicherten Inhalte erfasst werden. „Zudem könnten alle Dateien manipuliert, Webcams und Mikrofone am heimischen Computer könnten ferngesteuert werden – ohne Kenntnis der Betroffenen, ohne Protokoll und ohne Zeugen.“ Von verschiedenen Seiten wurde nicht nur die Art der Verabschiedung des Gesetzes als Anhang zu einem laufenden Gesetzgebungsverfahren kritisiert, sondern auch die mit den Quellen-Telekommunikationsüberwachung („Quellen-TKÜ“) und Online-Durchsuchung verbundenen Grundrechtseingriffe.

### Statistik
Der Einsatz der TKÜ ist in den letzten Jahrzehnten stark angestiegen, von 3.353 Überwachungen im Jahr 2000 auf etwa 20.000 Überwachungen pro Jahr in den letzten Jahren.
Der häufigste Grund für den Einsatz der TKÜ sind seit jeher Drogen. Der Anteil von mutmaßlichen Verstößen gegen das Betäubungsmittelgesetz betrug bspw. knapp 60 Prozent im Jahr 2000, 45 Prozent im Jahr 2013 und immer noch 43 Prozent im Jahr 2019.
2019 wurden in Deutschland zum Zwecke der Strafverfolgung bei 5.234 Ermittlungsverfahren 18.223 Überwachungsanordnungen erlassen. Bei den Anlassstraftaten führen Verstöße gegen das Betäubungsmittelgesetz die Statistik an: 7.824 Anordnungen im Jahr 2019, was 42,9 Prozent aller Fälle entspricht. Es folgten Betrug und Computerbetrug (18,5 Prozent) Bandendiebstahl (10,1 Prozent) und Tötungsdelikte (8,4 Prozent).
Hinzu kommen präventiv-polizeiliche Telekommunikationsüberwachungen und Überwachungen der Verfassungsschutzbehörden der Länder und der Nachrichtendienste des Bundes. Letztere führten 2020 insgesamt 227 und 2019 insgesamt 231 Beschränkungsmaßnahmen nach § 3 Artikel 10-Gesetz durch. 2019 entsprach dies lediglich 1,3 Prozent der im Rahmen der Strafverfolgung angeordneten Maßnahmen. Im bevölkerungsreichsten Bundesland hat der Verfassungsschutz Nordrhein-Westfalen beispielsweise 2019 lediglich sechs Überwachungsmaßnahmen vollzogen; jeweils in drei Fällen zur Beobachtung des Rechtsextremismus bzw. des Islamismus.